# Nieuwerkerk aan den IJssel
Nieuwerkerk aan den IJssel 
(posłuchajⓘ) – miejscowość w Holandii, w prowincji Południowa Holandia, w gminie Zuidplas. Do 31 grudnia 2009 istniała gmina Nieuwerkerk aan den IJssel, 1 stycznia 2010 została przyłączona do gminy Zuidplas.